# Vanina Oneto
Vanina Oneto (Buenos Aires, 15. lipnja 1973.) je argentinska hokejašica na travi. Igra na položaju napadačice.
Svojim igrama je izborila mjesto u argentinskoj izabranoj vrsti, čiji je danas najbolji strijelac svih vremena.
Hokej igra od 6. godine u klubu San Fernando.

## Sudjelovanja na velikim natjecanjima
- 1991., Havana: Panameričke igre, zlato
- 1993., Barcelona: juniorsko SP: zlato
- 1994., Čile: južnoam. prvenstvo, zlato
- 1995., Mar del Plata: Panameričke igre, zlato
- 1995., Mar del Plata: Trofej prvakinja, 6. mjesto
- 1995., Atlanta: izlučni turnir za OI 1996., 4. mjesto
- 1999., Winnipeg: Panameričke igre, zlato
- 2001., Amstelveen: Trofej prvakinja, zlato
- 2002., Perth: SP – zlato
- 2003., Santo Domingo: Panameričke igre, zlato

Još je osvojila srebrno odličje na OI 2000. u Sydneyu i brončano odličje na OI 2004. u Ateni.